# بنغاس كونيات
بنغاس كونيات (الاسم العلمي:Pangasius kunyit ) هو نوع من الأسماك يتبع جنس البنغاس من فصيلة سلور القرش.